# Lamprosema mesochlora
Lamprosema mesochlora là một loài bướm đêm trong họ Crambidae.